# Ниткорилі скати
Ниткорилі скати (Anacanthobatidae) — родина скатів з ряду Скатоподібні. Має 2 роди та 14 видів. Інша назва «гладенькі скати».

## Опис
Загальна довжина представників цієї родини коливається від 20 до 65 см. За загальними характеристиками схожі на ромбових скатів. Відмінністю є наявність довгого, загостреного, ниткоподібного рила. Звідси походить їх назва. Присутні 5 зябрових щілин на черевній стороні. На тілі відсутні шипи. Спинний плавець повністю відсутній. Плавці на череві невеликі. Хвостовий плавець тонкий та короткий. Забарвлення спини сірувате, а черево білувате.

## Спосіб життя
Полюбляють глибини на рівні нижчі 200 й досягає бл. 1800 м. Про життєвий цикл цих скатів відомо замало. Тримаються в товщі води. Полюють на дрібну рибу, ракоподібних.

## Розповсюдження
Мешкають в Атлантичному океані біля берегів Північної та Південної Америк й південної Африки, а також частково в Індійському та Тихому океані — біля узбережжя Індонезії, Малайзії, Австралії та Китаю.

## Роди та види
- Рід Anacanthobatis
  - Anacanthobatis donghaiensis
  - Anacanthobatis marmorata
  - Anacanthobatis nanhaiensis
- Рід Indobatis
  - Indobatis ori
- Рід Schroederobatis
  - Schroederobatis americana
- Рід Sinobatis
  - Sinobatis andamanensis
  - Sinobatis borneensis
  - Sinobatis brevicauda
  - Sinobatis bulbicauda
  - Sinobatis caerulea
  - Sinobatis filicauda
  - Sinobatis kotlyari
  - Sinobatis melanosoma
  - Sinobatis stenosoma
- Рід Springeria
  - Springeria folirostris
  - Springeria longirostris